# Арпени
Арпени́ (арм. Արփենի) — село в Ширакской области, Армения. До 1978 года носило название Палутли (арм. Փալութլի). С октября 2016 года входит в состав общины Сарапат .

## География
Деревня находится на высоте 1900—1970 метров. Неофициально делится на Старую и Новую Арпени. Новая деревня была построена после землетрясения 1988 года. Ближайшие деревни от села Арпени: Торосгюх и Покрашен.
Вблизи Арпени находится гора Берд (так называют жители окрестных деревень, а прежнее название — Шиштапа), высота которой 2255 м. На вершине Берда имеется место для молитв, поэтому вершина Берд для жителей окрестных деревень считается священным местом.

## История
Деревня основана в 1852 году переселенцами  из Западной Армении (деревня Ирицу, Алашкертский район). На территории деревни в 1910 году завершилось строительство одной из самых больших католических церквей Ашоцкого района (Гукасянский район). В начале 2013 года (февраль-март) под тяжестью снега произошло обрушение  крыши в середине церкви.

## Экономика
Население занимается скотоводством и земледелием.

## Демография
| Год  | Постоянное население |
| ---- | -------------------- |
| 2001 | 373                  |
| 2008 | 391                  |
| 2009 | 397                  |
| 2010 | 397                  |
| 2011 | 397                  |
| 2012 | 402                  |
| 2014 | 399                  |

## Галерея

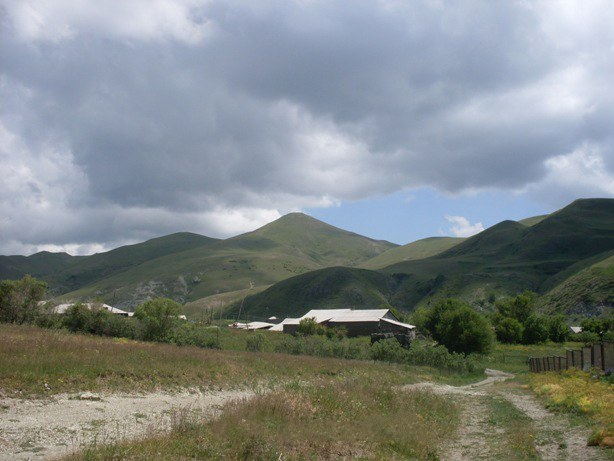
Гора Берд
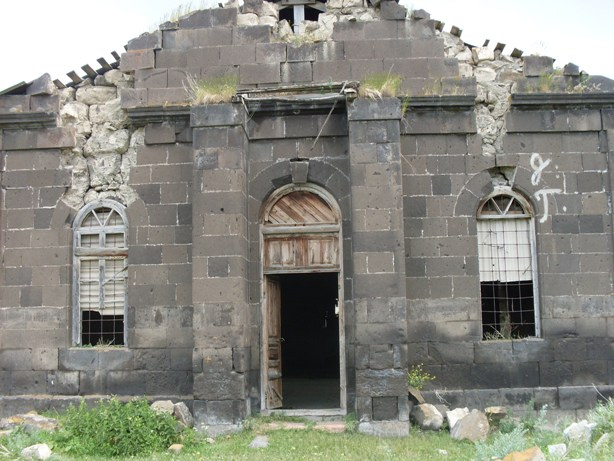
Католическая церковь деревни Арпени
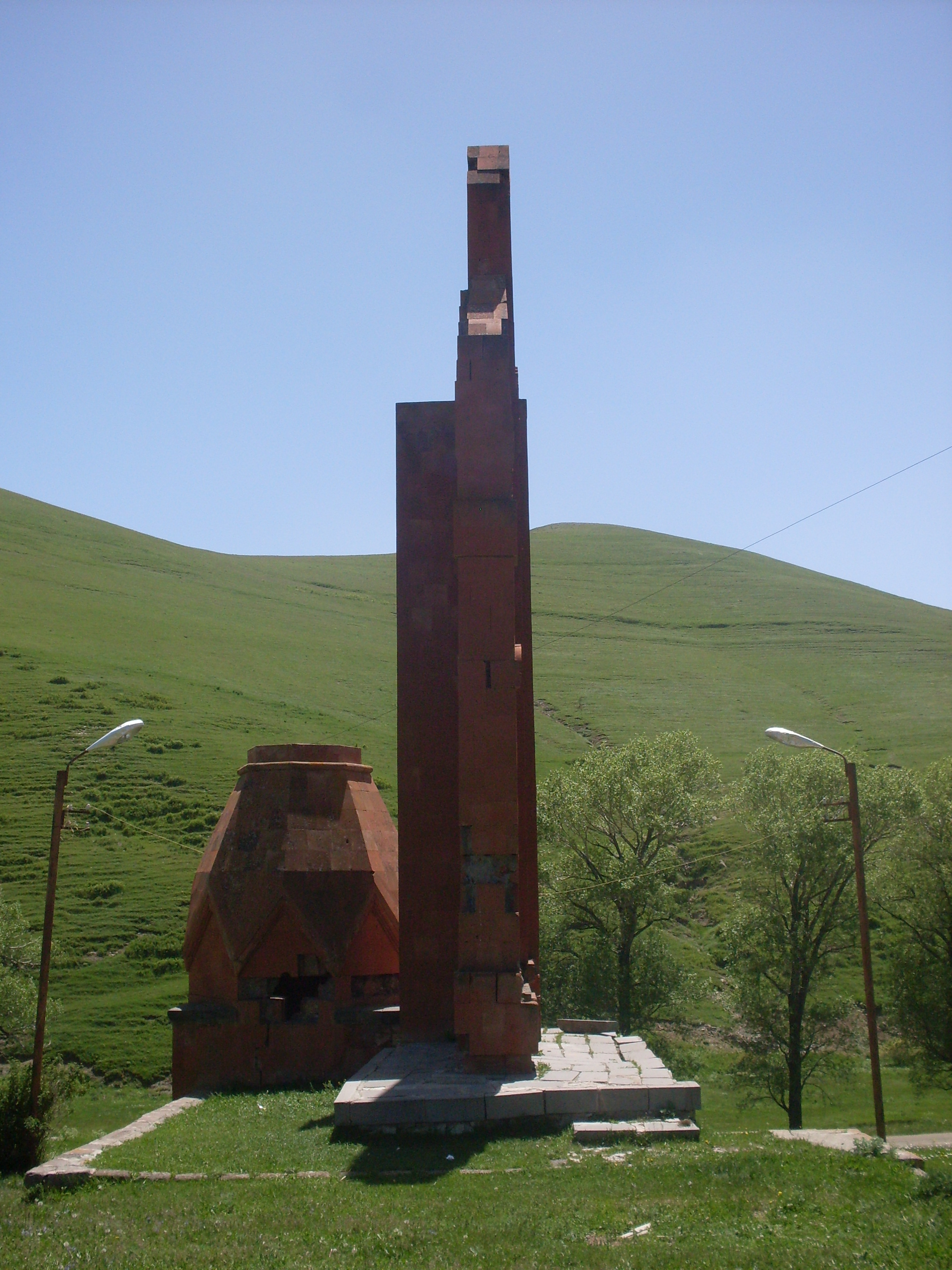
Памятник жертв Великой Отечественной войны